# Topo (ilha do Pico)
O Topo (ilha do Pico) é uma elevação portuguesa de origem vulcânica localizada no concelho das Lajes do Pico, ilha do Pico, arquipélago dos Açores.
Este acidente geológico tem o seu ponto mais elevado a 2351 metros de altitude acima do nível do mar.
Nas imediações desta formação montanhosa localiza-se a Lagoa do Paul, a Caldeira de Santa Bárbara, a Ribeira do Caminho da Pedra e a Ribeira da Burra.